# Vagliasindi
La famiglia Vagliasindi è una nobile famiglia siciliana, originaria di Randazzo. Per secoli partecipò al governo della città, venendo investita all'inizio del Settecento della baronia del Castello. Ad essa appartennero l'onorevole Paolo, deputato del Regno d'Italia, e il suo omonimo zio fondatore del museo che porta il suo nome.

## Storia

### Origini
Il casato è da sempre presente nella città ai piedi dell'Etna: il primo membro della famiglia documentato in Randazzo è un Antonio Vajasinni, vivente nel 1282; in tempi successivi si ricorda un Domenico Vajasinni, sposato con Prospera Homodei.

### Secoli XVI-XVIII
La genealogia conosciuta inizia con Antonello, vivente nel XVI secolo e sposato con Lorenza dei baroni Pollicino di Tortorici, importante famiglia messinese. La discendenza continua con Domenico, Tommaso e Leonardo, quest'ultimo padre di Matteo, che fu il primo membro della casata a ricoprire un incarico pubblico nella sua città. Dottore in leggi, Matteo fu infatti Giudice civile di Randazzo nel 1742-1743 e Giudice capitaniale nel 1744-1745. Sposò Luisa Ventimiglia, di un ramo randazzese della potente famiglia di origine ligure. Suo figlio Michelangelo il 5 settembre 1739 fu investito del titolo di Barone del Castello di Randazzo. Anche lui ricoprì cariche pubbliche: fu giurato nel 1759-1760 e Capitano di giustizia nel 1776-1777. Dal suo matrimonio con la nobile Illuminata Garagozzo nacquero sei figli, tra cui il primogenito barone Carmine e Antonino, decano del capitolo di Santa Maria Assunta.

### Secoli XIX-XX
Carmine fu Giudice criminale di Randazzo nel 1798-1799; sposò Vincenza dei baroni Fisauli, da cui ebbe sette figli; tra questi l'abate Paolo, che fu storico e contestò la tesi sulla nascita della città contenuta nella Storia di Randazzo di Giuseppe Plumari, studioso ecclesiastico che aveva già avuto in vita contrasti con suo zio Antonino. A continuare la stirpe fu il barone Diego, che sposò Anna Polizzi e Perremuto, figlia di Francesco Polizzi, ultimo marchese di Sorrentino, proveniente da una famiglia di Troina imparentata con molte casate principesche siciliane tra cui i Montaperto, i La Grua, i Di Napoli, i Grugno delle Gaffe e i Papardo del Parco. Da Diego e Anna nacquero otto figli; il personaggio più importante di questa generazione fu Paolo, a cui è intitolato l'omonimo museo archeologico di Randazzo. Sul finire dell'Ottocento, a seguito di un ritrovamento fortuito in un suo terreno, promosse una campagna di scavi nei suoi feudi di Santa Anastasia e Mischi: i reperti emersi andarono a formare la collezione che porta oggi il suo nome, dal 1998 ospitata nel castello svevo a cui per due secoli fu legato il titolo baronale della famiglia. Tra i pezzi conservati spicca una oinochoe attica a figure rosse, con una rara raffigurazione del mito dei Boreadi, nota come Oinochoe Vagliasindi.
Dal matrimonio di suo fratello, il barone Francesco, con Benedetta Piccolo dei baroni di Calanovella, prozia del pittore Casimiro e del poeta Lucio, nacque l'ultimo barone del Castello di casa Vagliasindi, Giuseppe. Costui ebbe infatti solo due figlie femmine, Maria Margherita e Clotilde; seguendo le consuetudini del diritto nobiliare siciliano, il titolo di Barone del Castello di Randazzo passò, maritali nomine, a Luigi Romeo, marito della primogenita, con RR. LL. PP. di autorizzazione del 1 dicembre 1901. Fratello di Giuseppe fu Paolo, amico di Capuana e De Roberto, che fu sindaco di Randazzo dal 1885 e poi deputato dal 1892 per quattro legislature (XVIII-XXI). In virtù delle sue origini aristocratiche e della sua carriera al servizio dello Stato, fu insignito con RR. LL. PP. 3 aprile 1900 del titolo di Barone sul cognome; il titolo si estinse però con lui, che morì a soli 47 anni, visto che dal matrimonio con la piemontese Ottavia Caissotti di Chiusano ebbe un unico maschio, Emilio, morto all'età di tre anni. Tra le figlie femmine si distinsero la primogenita Laura, traduttrice e poetessa dilettante, e la pittrice Maria, che espose sue opere in varie edizioni della Quadriennale di Roma e della Biennale di Venezia. A Paolo è nominata la sala della giunta comunale del municipio di Randazzo.

## Residenze

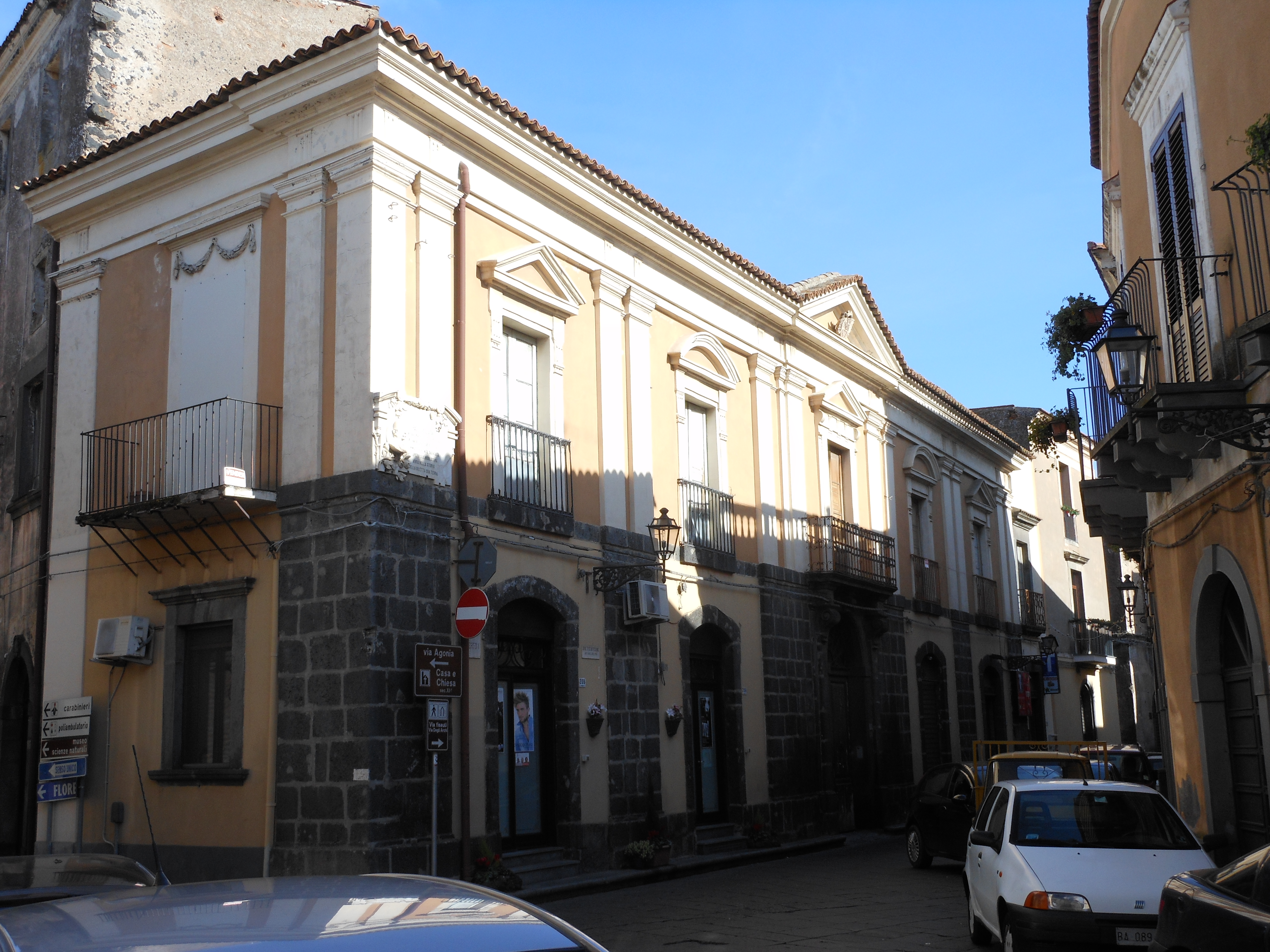
Il palazzo dei Vagliasindi a Randazzo

La dimora principale dei Vagliasindi a Randazzo fu l'elegante palazzo che affaccia su Via Umberto, con il portone al numero 204. La facciata presenta al piano terra quattro porte ad arco ribassato di botteghe più il portone d'ingresso, con le decorazioni in pietra lavica locale, mentre il piano nobile ha cinque finestre con ringhiera in ferro decorate da timpani curvi e triangolari alternati e separate da lesene binate, tutto in stucco bianco. Sulle due lesene angolari sinistre è affissa una lapide in memoria del deputato Paolo Vagliasindi, il cui testo fu composto dall'amico De Roberto. La finestra principale, che apre su un balcone poggiante su due volute in pietra nera ai lati del portone sottostante, è sormontata da un timpano triangolare che ha base sul cornicione; al centro di esso figura lo stemma della casata, inquartato con le armi Fisauli, Ventimiglia e Romeo, tutte famiglie con cui i Vagliasindi si legarono in matrimonio.
Sempre a Randazzo, porta lo stemma della famiglia anche il palazzetto in stile neogotico ai numeri 24-26 di Piazza San Martino, vicino al castello svevo.
Dimora di campagna dei baroni Vagliasindi fu anche la casa padronale posta vicino alla vetta del Monte Colla, in mezzo a terreni di proprietà della famiglia, che oggi ospita un agriturismo.